# 罗伯特·法默
罗伯特·法默（英語：Robert Farmer，？—），澳大利亚男子草地滚球运动员。他曾代表澳大利亚参加1976年夏季残疾人奥林匹克运动会草地滚球比赛，获得男子单人A级金牌。